# Имперско министерство на пощите
Имперското министерство на пощите (на немски: Reichspostministerium, RPM) е правителствен орган на Ваймарската република и Нацистка Германия. Съществува от 1919 до 1945 г.

## Райхсминистри
| №   | Държава               | Име (Роден-Починал)                | Начало на мандата | Край на мандата  | Дни на упр. | Управляваща партия/Коалиция | Кабинет                     | Бележки/Връзки |
| --- | --------------------- | ---------------------------------- | ----------------- | ---------------- | ----------- | --------------------------- | --------------------------- | -------------- |
| 1   | Ваймарска република ↓ | Йоханес Гизбертс (1865 – 1938)     | 13 февруари 1919  | 14 ноември 1922  | 1370        | Z                           | I., II., III., IV., V., VI. |                |
| 2   | —                     | Карл Щингъл (1864 – 1936)          | 22 ноември 1922   | 12 август 1923   | 263         | BVP                         | I.                          |                |
| 3   | —                     | Антон Хьофле (1882 – 1925)         | 13 август 1923    | 15 декември 1924 | 500         | Z                           | I., II., III., IV.          |                |
| (2) | —                     | Карл Щингъл (1864 – 1936)          | 15 януари 1925    | 17 декември 1926 | 701         | BVP                         | I., II., III.               |                |
| 4   | —                     | Георг Шецел (1874 – 1934)          | 28 януари 1927    | 30 май 1932      | 1949        | BVP                         | I., II., III., IV.          |                |
| 5   | —                     | Паул фон Елц-Рюбенах (1875 – 1943) | 1 юни 1932        | 30 януари 1933   | 243         | —                           | I., II.                     |                |
| (5) | Нацистка Германия ↓   | Паул фон Елц-Рюбенах (1875 – 1943) | 30 януари 1933    | 2 февруари 1937  | 1464        | —                           | I.                          |                |
| 6   | —                     | Вилхелм Онезорге (1872 – 1962)     | 2 февруари 1937   | 30 април 1945    | 3009        | NSDAP                       | I.                          |                |
| 7   | —                     | Юлиус Дорпмюлер (1873 – 1948)      | 2 май 1945        | 23 май 1945      | 21          | NSDAP                       | I.                          |                |

## Структура
- Централно управление
- Германо-съветски фронт
- Отдел I: пощенски отдел
- отдел II: телефонно-комуникативен отдел
- отдел III: телеграфен отдел
- отдел VI: кадрови отдел
- отдел V: счетоводен отдел

## Държавни секретари
- 1921 – 1926 Ханс Бредов
- 1923 – 1933 Карл Заутер
- 1926 – 1932 Ернст Файерабенд
- 1932 – 1933 Аугуст Круков
- 1933 – 1937 Вилхелм Онезорге
- 1937 – 1945 Якоб Нагел